# Эвриско
Eurisko (греч. ευρίσκω — отыскиваю, открываю) — компьютерная программа, написанная Дугласом Ленатом на языке Лисп в 1976—1982 годах.
Программа состоит из эвристик, то есть логических правил «если—то», по которым идёт рассуждение. Это экспертная система со средствами самообучения. Она учится, когда меняет и уточняет уже созданные эвристики.
Предшественником для «Эвриско» была программа «Автоматический математик». Наработки «Эвриско» легли в основу программы «Cyc».
Для проверки «Эвриско» автор выбрал проектирование электронных интегральных микросхем. Это была не вполне разработанная область науки, поэтому там следовало ожидать новых открытий, не повторяющих уже полученные. Кроме того, расчёт микросхем требовал проверки множества вариантов, что трудно для человеческого разума. В результате программа предложила удачные варианты многослойного размещения элементов.
Кроме того, название «Eurisko» было использовано в сериале «Секретные материалы» (серия «Дух из машины») для компании разрабатывающей искусственный интеллект.